# Karate na letních olympijských hrách
Karate na letních olympijských hrách bylo součástí olympijského programu v roce 2021. Karate bylo mezi olympijské sporty zařazeno z rozhodnutí Mezinárodního olympijského výboru (MOV) v roce 2016, a to pro nejbližší následující letní olympijské hry (LOH), neboť si jej vybrali jejich organizátoři pro rozšíření programu olympiády. Olympijskou premiéru si karate odbylo na Letních olympijských hrách 2020 v Tokiu, které se kvůli pandemii covidu-19 uskutečnily v roce 2021. Protože šlo o doplňkový sport pouze pro LOH 2020, nikoliv o trvalé zařazení sportu do olympijského programu, na dalších Letních olympijských her 2024 v Paříži se soutěže v karate neuskutečnily, neboť si organizátoři akce vybrali jiné sporty.[potřebuje aktualizovat]

## Medailové pořadí zemí
| Pořadí | Země                         | Zlato | Stříbro | Bronz | Celkem |
| ------ | ---------------------------- | ----- | ------- | ----- | ------ |
| 1.     | Japonsko (JPN)               | 1     | 1       | 1     | 3      |
| 2.     | Španělsko (ESP)              | 1     | 1       | 0     | 2      |
| 3.     | Egypt (EGY)                  | 1     | 0       | 1     | 2      |
| 3.     | Itálie (ITA)                 | 1     | 0       | 1     | 2      |
| 5.     | Bulharsko (BUL)              | 1     | 0       | 0     | 1      |
| 5.     | Francie (FRA)                | 1     | 0       | 0     | 1      |
| 5.     | Írán (IRI)                   | 1     | 0       | 0     | 1      |
| 5.     | Srbsko (SRB)                 | 1     | 0       | 0     | 1      |
| 9.     | Ázerbájdžán (AZE)            | 0     | 2       | 0     | 2      |
| 10.    | Turecko (TUR)                | 0     | 1       | 3     | 4      |
| 11.    | Čína (CHN)                   | 0     | 1       | 1     | 2      |
| 11.    | Ukrajina (UKR)               | 0     | 1       | 1     | 2      |
| 12.    | Saúdská Arábie (KSA)         | 0     | 1       | 0     | 1      |
| 13.    | Kazachstán (KAZ)             | 0     | 0       | 2     | 2      |
| 14.    | Hongkong (HKG)               | 0     | 0       | 1     | 1      |
| 14.    | Jordánsko (JOR)              | 0     | 0       | 1     | 1      |
| 14.    | Maďarsko (HUN)               | 0     | 0       | 1     | 1      |
| 14.    | Rakousko (AUT)               | 0     | 0       | 1     | 1      |
| 14.    | Spojené státy americké (USA) | 0     | 0       | 1     | 1      |
| 14.    | Tchaj-wan (TPE)              | 0     | 0       | 1     | 1      |
| Celkem | Celkem                       | 8     | 8       | 16    | 32     |